# Floridai kék rák
A floridai kék rák (Procambarus alleni) a felsőbbrendű rákok (Malacostraca) osztályának tízlábú rákok (Decapoda) rendjébe, ezen belül a Cambaridae családjába tartozó faj.

## Előfordulása
A floridai kék rák az Amerikai Egyesült Államokbeli Florida állam endemikus rákfaja. A természetes elterjedése a Saint Johns folyótól keletre található, valamint lefedi Levy és Marion megyék egész területeit is. Délen Florida Keys egyes szigetén is fellelhető.
A Természetvédelmi Világszövetség (IUCN) szerint nem fenyegetett ez a rákfaj. Bár az akváriumok számára gyűjtik.

## Megjelenése
A természetes élőhelyén a színezete példánytól függően, barna-drapptól a kékesig változik. Fogságban kitenyésztették az élénk kobaltkék változatot is.

## Életmódja
Édesvízi rák, amely a mederfenéken él és keresi táplálékát.

## Képek

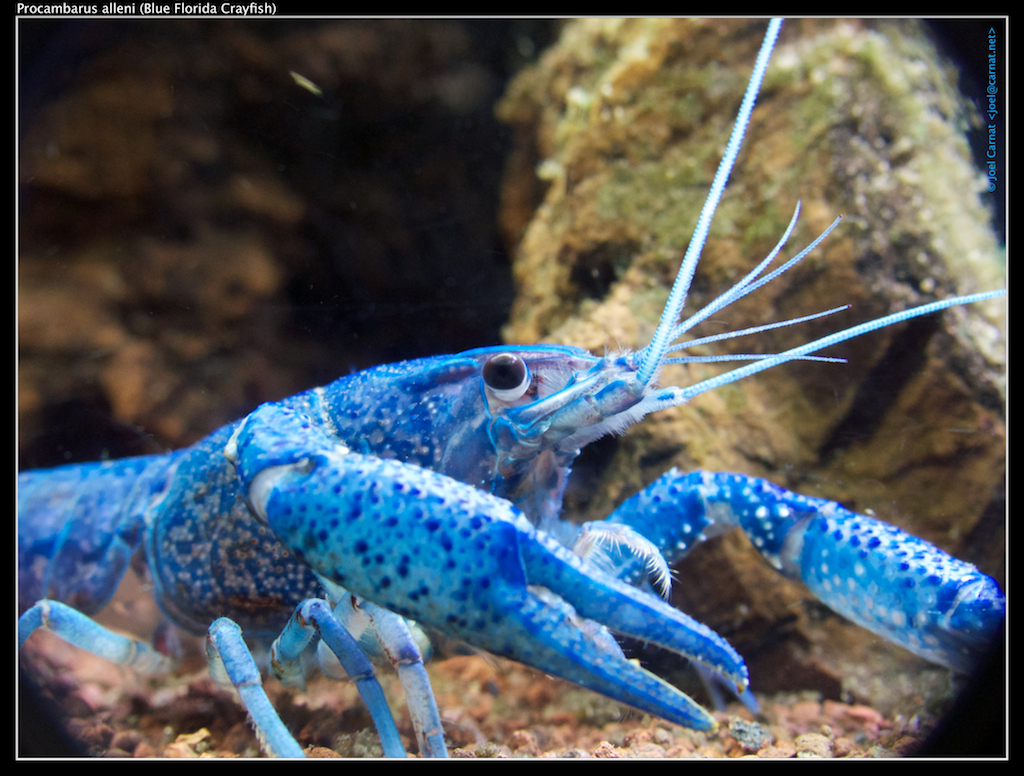
Kitenyésztett
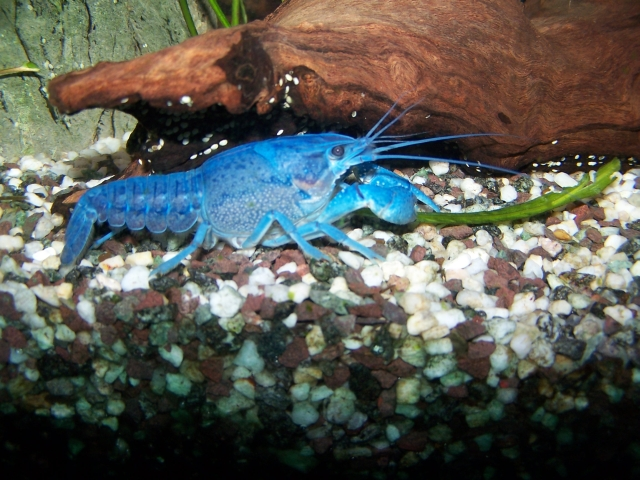
színváltozatok
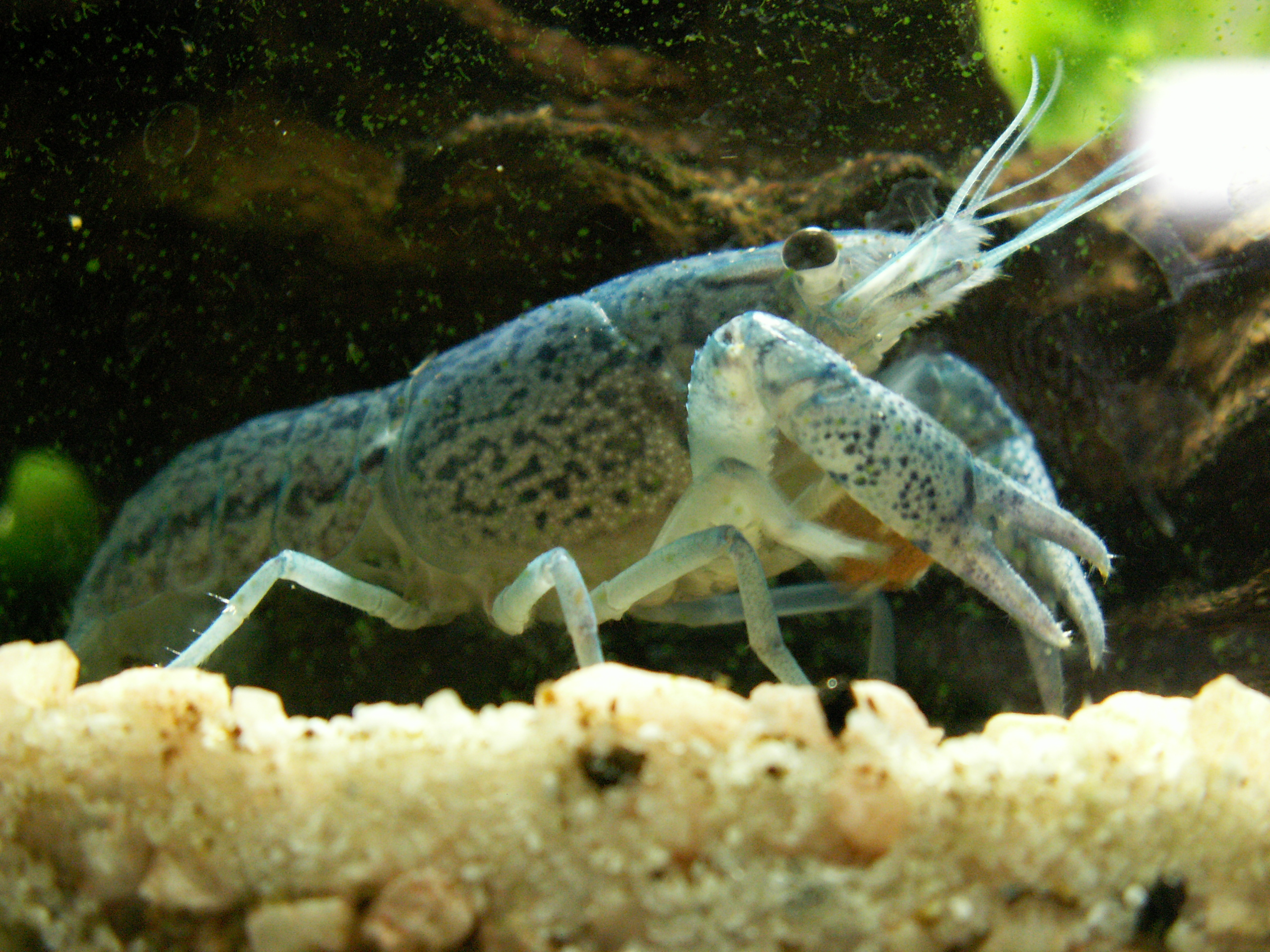
Természetesebb
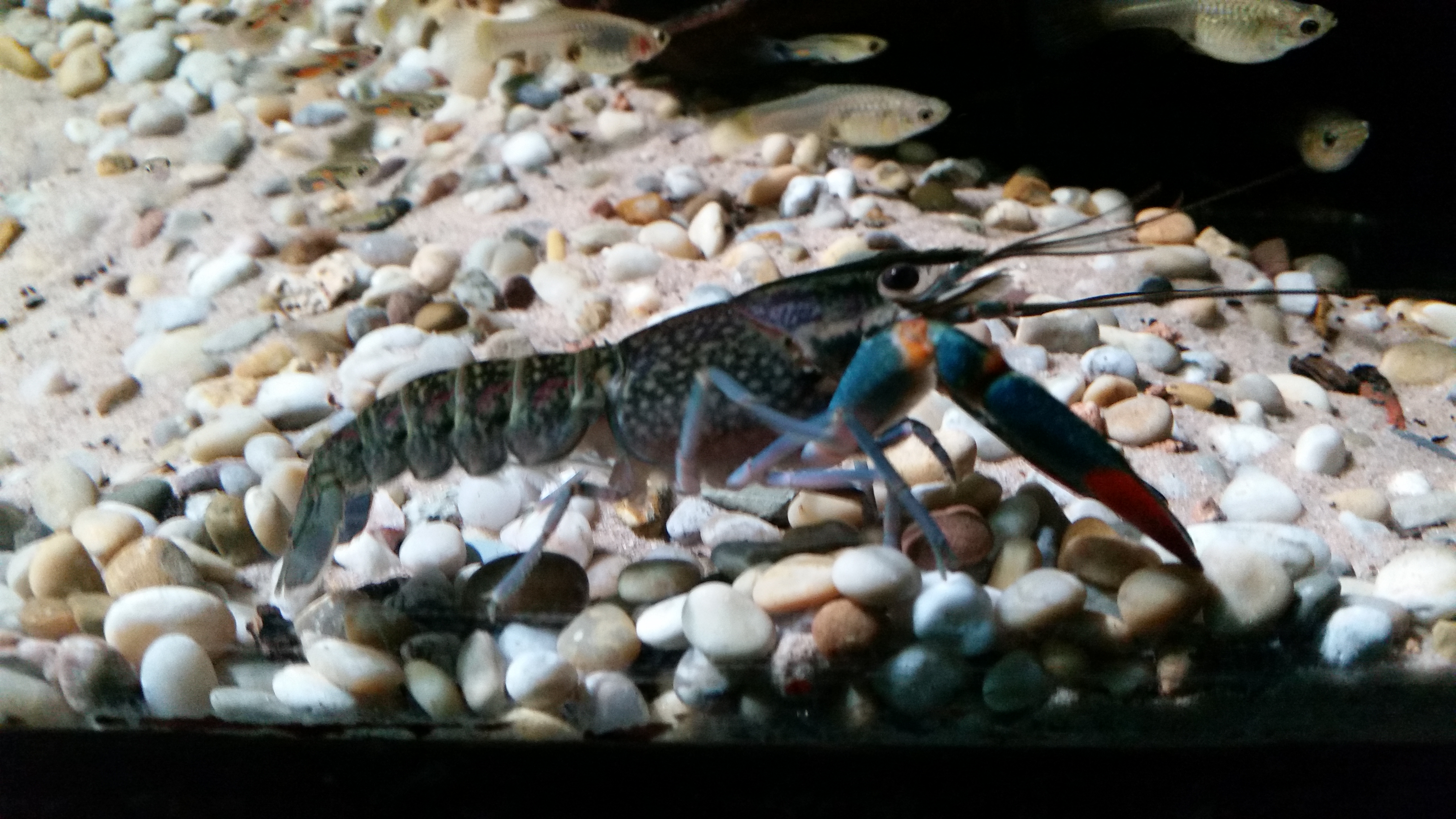
színekben
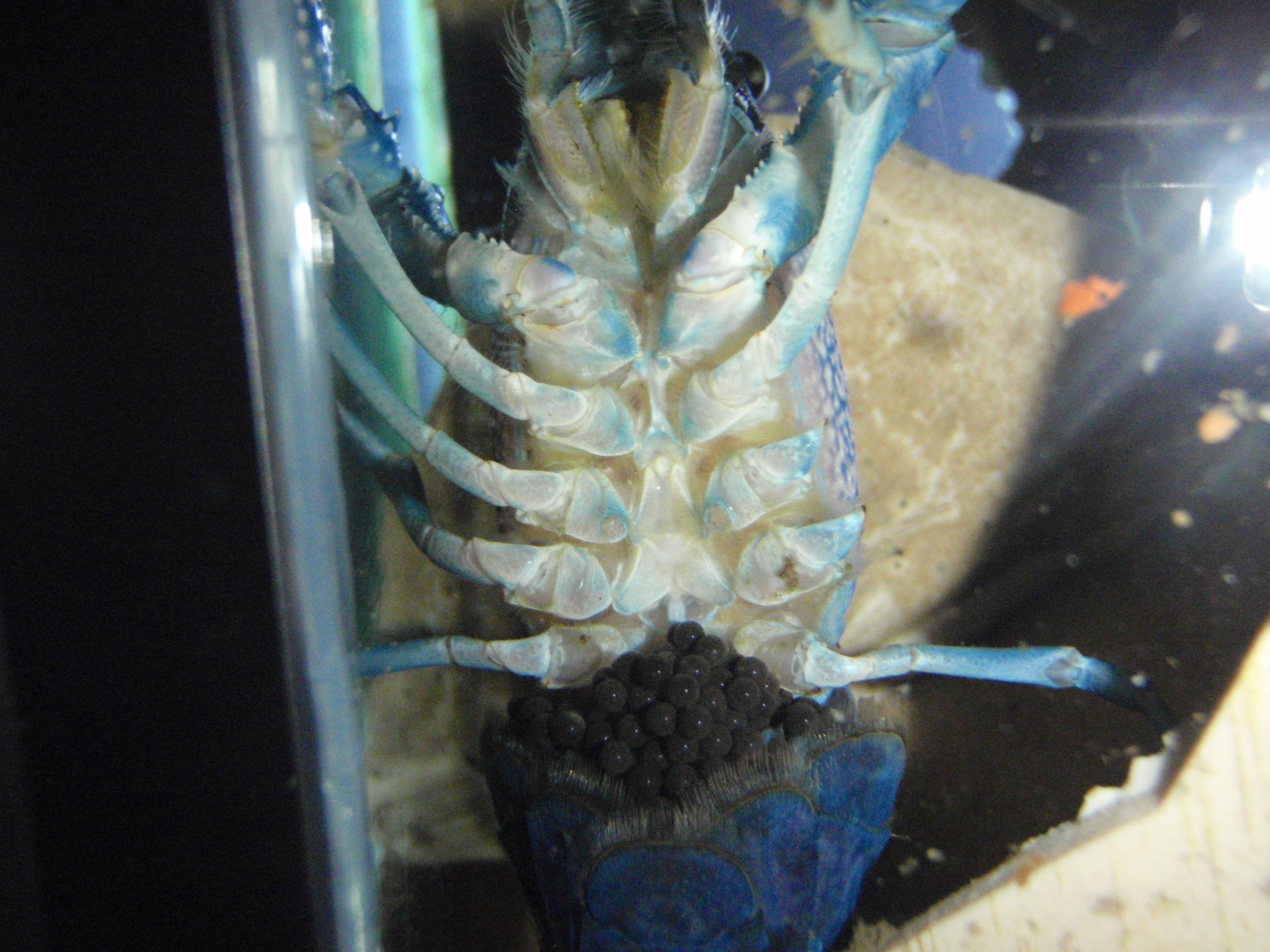
Petéit hordó nőstény

## Fordítás
- Ez a szócikk részben vagy egészben  a   Blue crayfish című angol Wikipédia-szócikk ezen változatának fordításán alapul.  Az eredeti cikk szerkesztőit annak laptörténete sorolja fel. Ez a jelzés csupán a megfogalmazás eredetét és a szerzői jogokat jelzi, nem szolgál a cikkben szereplő információk forrásmegjelöléseként.